# ايمانويل دي بوراس
ايمانويل دي بوراس (بالإسبانية: Emanuel De Porras)‏ (16 أكتوبر 1981 في الأرجنتين - ) هو لاعب كرة قدم أرجنتيني في مركز الهجوم. لعب مع برسيجا جاكارتا وفيرو كاريل أويستي ونادي بينيفينتو وهوراكان وCSD Flandria ‏ وDurazno F.C. ‏ وASD Real Agro Aversa ‏ ونيجري سمبيلان ‏ وHinterReggio Calcio ‏ وClub Atlético Acassuso ‏ وPersija Jakarta (IPL) ‏ وأتليتيكو بوكارامانغا وPSIS Semarang ‏.

## وصلات خارجية
- ايمانويل دي بوراس على موقع قاعدة بيانات كرة القدم.إي يو (الإنجليزية)
- ايمانويل دي بوراس على موقع Soccerway.com (الإنجليزية)